# HKPD Matija Gubec Tavankut
Hrvatsko kulturno prosvjetno društvo "Matija Gubec" Tavankut osnovano je 1946. godine, na temeljima dramske skupine, koja je djelovala u to vrijeme, uz potporu Ivana Prćića Gospodara i Većeslava Omahena, tadašnjih seoskih učitelja. Svoj rad Društvo je prvobitno zasnivalo na prikazivanju dramskih igrokaza u selu i okolici, a kasnije sudjeluje i na značajnim smotrama u tadašnjoj Jugoslaviji, te u današnjoj Republici Hrvatskoj i svijetu. Kasnije, u prvi plan Društva ističe se folklorni i likovni odjel, a zajedno s njime i tamburaški koji, podjednako, pronose tradiciju i običaje bunjevačkih Hrvata kroz pjesmu i ples, te postaju zaštitni znak Društva, a na koncu i cjelokupnog Tavankuta i čitave hrvatske zajednice na ovim prostorima. 
U okviru Društva, 1952. godine, formirana je Čitaonica, koja je kasnije, po organiziranosti i broju naslova, prerasla u knjižnicu, a potom se utopila kao ogranak Gradske knjižnice iz Subotice. Danas Društvo ima preko 2000 knjiga koje su smještene u neadekvatnom prostoru. Sredinom prošlog stoljeća u okviru HKPD "Matija Gubec" formirana je Likovna kolonija, koja je okupljala veliki broj umjetnika širom tadašnje domovine, a kasnije se u okviru spomenute kolonije organizira i slamarski odjel koji je danas nadaleko poznat po svojoj umjetnosti naivnog slikarstva u tehnici slame. Umjetnost koja je od pučke, preko naivne, danas označena i kao primijenjena umjetnost. Svoj rad, slamarke svake godine tradicionalno prezentiraju na Koloniji slamarki, a potom u predvorju Gradske kuće u Subotici u okviru održavanja gradske manifestacije Dužijanca, tradicionalnog žetvenog običaja bunjevačkih Hrvata, te u velikom broju mjesta u Republici Hrvatskoj. 
Društvo je sudjelovalo i na prvoj Međunarodnoj smotri folklora u Zagrebu 1966. godine, na kojoj će kasnijih godina biti jedno od najzapaženijih kulturnih udruga. Društvo je svojim današnjim nazivom, djelovalo sve do 1956. godine kada, iz političkih razloga, tadašnje vlasti zabranjuju upotrebu pridjeva hrvatsko u nazivu Društva. Kako bi opstali, članovi tadašnjeg Društva, pristaju promijeniti ovaj pridjev, a unutar Društva i dalje njeguju kulturu bačkih Hrvata Bunjevaca. Tako na Skupštini društva, održanoj 17. ožujka 1991. godine u Tavankutu, KUD "Matija Gubec" prvi u Vojvodini i SR Jugoslaviji, vraća svoj prvobitni naziv i s velikim teretom i političkim progonima nastavlja svoj rad.
Od 26. do 30. srpnja 1971. je za potrebe snimanja televizijske serije Boltine zgode i nezgode je TV Zagreb u selu Tavankutu snimila folklorno-glazbeni dio. Taj posebni folklorni program je priredio mjesni HKPD Matija Gubec.
Nakon vraćanja prvobitnog naziva Društvo, na poziv hrvatskih iseljenika, odlazi na gostovanje u Njemačku promovirajući tada sebe kao jedinu udrugu u Vojvodini s hrvatskim predznakom, te na način širenja kulture i potporu obnovljenoj hrvatskoj politici na ovim prostorima. Stoga možemo bez pretenzija istaći da je HKPD "Matija Gubec", pored Demokratskog saveza Hrvata u Vojvodini, u to vrijeme bio vodeći stup nacionalnog prosperiteta na ovim prostorima. 
Listopada 2001. godine organiziralo je manifestaciju Večer hrvatske baštine s namjerom da ta manifestacija postane tradicionalna.
Danas Društvo broji oko 400 članova koji su aktivni u 6 postojećih odjela: folklorni, tamburaški, slamarski, dramski, literarno-novinarski i informatički. Osim ovoga, Tavankut je 2002. godine ponio titulu "najsela", koju dodjeljuje Hrvatska matica iseljenika naseljima izvan Republike Hrvatske, u kojoj se njeguje i doprinosi očuvanju hrvatske kulture i tradicije. O tome da je Tavankut tijekom svoje povijesti bio i ostao posebice značajan, govore nam zapisi u "Subotičkoj Danici", objavljeni prigodom posvete Hrvatskog seljačkog prosvitnog doma u Tavankutu 1936. godine, koje je, pred oko 10.000 Hrvata, uveličao i dr. Vlatko Maček, predsjednik tadašnjeg HSS-a. Tada je, između ostalog, zapisano i sljedeće: "Tavankut ko Tavankut, i ovoga puta je pokazao, da je kula Hrvatstva, i da u nacionalnoj stvari uvijek prednjači, te se i ovoga puta naša jedinstvenost pokazala, kao toliko puta prije."
Godine 1986. je Likovna sekcija ovod društva prerasla u Koloniju naive u tehnici slame. Od 1992. je godine voditeljica Likovne sekcije slamarskog odjela HKPD Matija Gubec postala Jozefina Skenderović, na mjesto dotadašnje predsjednice Ane Crnković.
8. prosinca 2011. godine su odlukom predsjednika Republike Hrvatske Ive Josipovića, a na inicijativu generalnog konzulata Republike Hrvatske iz Subotice i Zavoda za kulturu vojvođanskih Hrvata HKUD Vladimir Nazor iz Sombora i HKPD Matija Gubec iz Tavankuta dobili priznanje Povelju Republike Hrvatske.
Ugledna hrvatska konzervatorica Jasna Balažević, po ocu rodom iz Tavankuta, obiteljsko je imanje oporukom ostavila ovom društvu.
Danas je predsjednik ovog društva Ladislav Suknović.

## Poznati suradnici i članovi
- Stipan Šabić
- Naco Zelić
- Ivan Balažević
- Matija Dulić
- Mirko Huska[1]
- Geza Kopunović[1]

## Vanjske poveznice
- www.matijagubec.org.yu